# Гданська корабельня
Гданська корабельня (пол. Stocznia Gdańsk SA) — польське підприємство машинобудівної промисловості, розташоване в Гданську, зайняте в галузі суднобудування та ремонту.
Відома як місце зародження профспілки та політичного руху «Солідарність».

## Передісторія

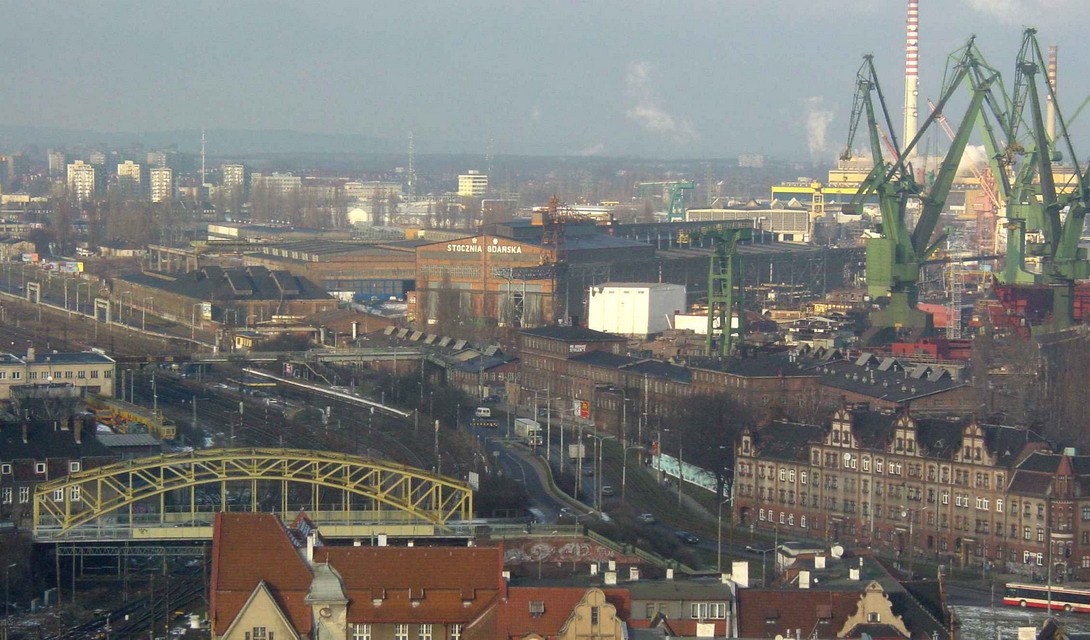
Панорама Корабельні з одного із хмарочосів Гданська.

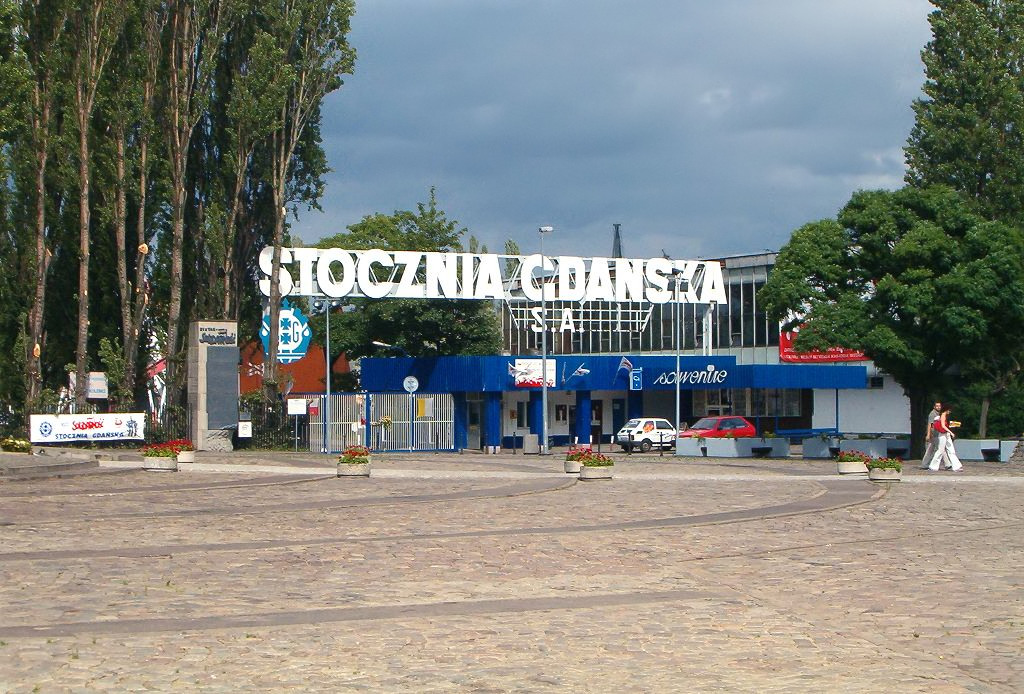
Старі ворота Корабельні.

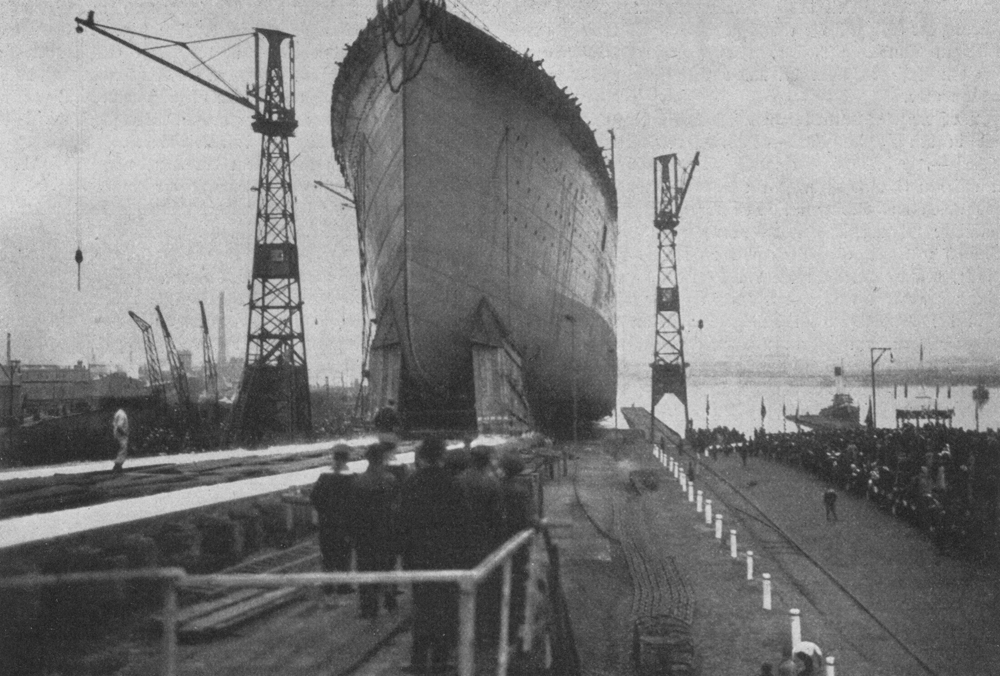
Церемонія спуску судна на воду на «Stocznia Schichaua w Gdańsku» (1913)

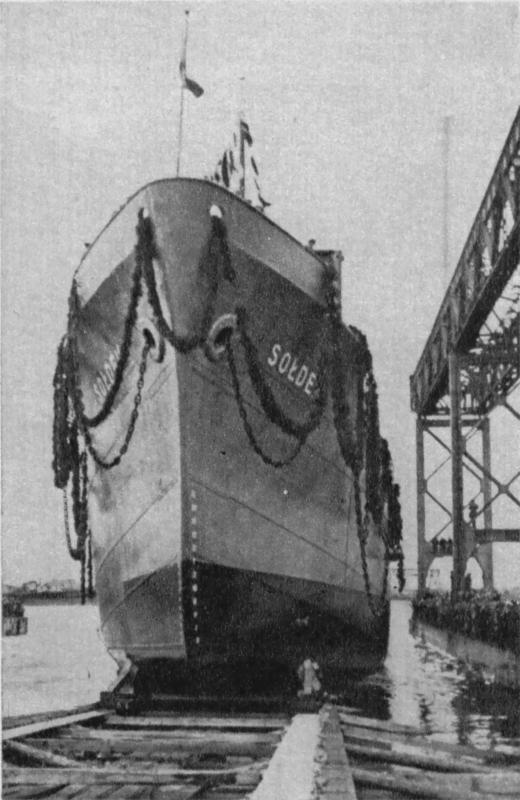
Спуск на воду SS Sołdek — першого морського судна, побудованого в Польщі після Другої світової війни (1948)

- 1470-ті — у Гданську запрацювали перші суднобудівні верфі на базі місцевих столярних майстерень.
- 1804 — у Гданську заснована верф Яна Клавіттера, яка спочатку будувала дерев'яні вітрильні судна, згодом річкові пароплави.
- 1844 — на землі, придбаній урядом Пруссії в комунального муніципалітету, було створено військово-морську майстерню, перетворену на Королівський корветський будівельний завод[1].
- 1871 — завод перейменований на «Kaiserliche Werft». Верф перебувала у державній власності і працювала виключно для потреб флоту.
- 1890 — на території площею 50 га поблизу Імператорської верфі було засновано «Schichau-Werft». Виробництво верфі включало торговельні, пасажирські, вантажні та військові кораблі.
- 1922 — Конференція послів відповідно до статті 107 Версальського договору присудила Імператорську верф Великій Британії, Франції, Італії та Японії. Згідно положень Версальського договору, ці країни повинні були передати цю верф Польщі або Данцигу, подавши заявку на її функціонування, або знайти інше рішення. На вимогу союзницької комісії з частини німецьких активів було створено міжнародне акціонерне товариство за участю польського капіталу (20 %), Данцига (20 %), Великої Британії (30 %) та Франції (30 %). Верф отримала англомовну назву «The International Shipbuilding and Engineering Company Limited» та німецькомовну «Danziger Werft und Eisenwerkstatten Aktiengesellschaft».
- Міжвоєнний період — польський уряд прагнув посилити свій вплив на верфі, як і Вільне місто Гданськ, підтримане Німеччиною.
- 1937 — англійська частка капіталу викуплена німцями.
- 1939 — з початком польської кампанії верф у Гданську спочатку захопило Вільне місто Данциг, а в 1940 році — Третій Рейх.
- Роки Другої світової війни в історії обох корабелень характеризується виробництвом суден для потреб Крігсмаріне, переважно підводних човнів.

## Історія

### Повоєнний період
- 14 червня 1945 року Морський департамент Міністерства промисловості створив Союз польських корабелень центром у Гданську. Об'єднання мережі корабелень було завершено 30 серпня того ж року. Союз включав управління 11 корабелень, що діяли у Вільному місті Гданськ. Ці підприємства були пронумеровані:
  - Stocznia Nr 1 – колишня гданська верф «Danziger Werft»;
  - Stocznia Nr 2 – колишня верф «Schichaua»;
  - Stocznia Nr 3 – колишній завод «Wagonów»;
  - Stocznia Nr 4 – колишня «Stocznia Wojana».
- 13 вересня 1945 року на Верфі № 1 офіційно запущено ремонт суден. Додатковим виробництвом верфі № 1 було складання 1812 тракторів, 20 паровозів та 500 вантажних автомобілів у рамках проектів УНРРА.
- 1946 — два плавучих доки, затоплені у роки війни, були відремонтовані та відкрито механічний відділ, який дозволив розпочати ремонт суден. У 1946 році було відремонтовано 166 суден, а для повної реконструкції було прийнято велике вантажне судно Варте, яке затонуло у Гдині у 1944 році. Роботи на цьому судні були закінчені 6 травня 1949 року і передані польському судновласнику під назвою «Warta». До кінця 1947 року головним завданням Гданських корабелень була модернізація суден різного типу. Верф № 2 виготовив сталеві мостові конструкції та відремонтував парові машини для власних виробничих потреб, Верф № 3 розпочав будівництво рибальських човнів, рятувальних човнів, Верф № 4 розпочала оновлення барж та річкових суден. У 1946 році було вирішено, що суднобудівна галузь повинна розвиватися як частина загальнодержавної планової економіки. У її рамках було розроблено десятирічний план розвитку суднобудівних підприємств, який передбачав будівництво 164 суден загальною вантажопідйомністю 357 000 тонн для польських судновласників. Ці завдання мали виконувати суднобудівні заводи № 1, № 2 та № 3.

### Гданська корабельня
- 19 жовтня 1947 року на базі сусідніх корабелень № 1 та № 2 було створено Гданську корабельню. Того ж року розпочато будівництво риболовних суден типу B368, спроектованих польськими конструкторами. Роботою керував інженер Єжи Дорффер, згодом професор Гданської політехніки. Він розробив інноваційне рішення будівельного процесу, що полягає у складанні всього корпусу у обертовій колисці, що дало змогу зварювати дно та боки корпусу в горизонтальному положенні.
- 3 квітня 1948 урочисто закладені кілі для двох рудних суховантажних суден вантажопідйомністю 2 540 тонн типу B30. Вони були першими суднами, повністю побудованими в Польщі.
- 6 листопада 1948 року спущено на воду перше судно побудоване у післявоєнній Польщі — SS Sołdek. Судно назване на честь працівника Гданської верфі Станіслава Солдека.
- Наказом міністра судноплавства від 20 лютого 1950 року Об'єднані польські корабельні перетворені на Центральну раду корабельної промисловості (CZPO)[2], а відділення ZSP — на чотири державні підприємства: Гданська корабельня[3], Північна корабельня[4], Гдинська корабельня[5] та Щецинська корабельня[6].
- 29 вересня 1950 року розпочато експортне виробництво суден.
- У 1950 році розпочалося будівництво службової залізничної лінії А-1 на колишній Верфі № 1, до острова Острув був збудований понтонний міст. Наприкінці 1950 року кораблі будувалися в усіх 9 доках, 2 корпусних приміщеннях та 2 плавучих доках, а за рік 24 судна на різних етапах спущено на воду. Серед них були прототипи загальних вантажних суден B51 вантажопідйомністю 700 тонн та траулери B10 вантажопідйомністю 420 тонн. Над доками А-3 та А-4 встановлено козлові крани вантажопідйомністю 40 тонн.
- 1952 — корабельня створила власне конструкторське бюро.
- У 1953-1955 роках Гданська корабельня вдвічі збільшила виробництво: запущено 33 корпуси і передало 35 суден судновласникам: серед них, крім вантажопідйомників Б32, були траулери Б10 (серія з 89 одиниць).
- У 1955 році створено відділення К-5, де успішно виготовлялися сучасні траулери Б14. У період з травня 1957 по лютий 1961 року 45 суден цього типу було передано польським та радянським судновласникам.
- У середині 1950-х років розпочато проектування генерального вантажного судна B54 вантажопідйомністю 10 000 тонн. У період із січня 1955 по жовтень 1956 року побудований та обладнаний перший корабель такого типу («Marceli Nowotko»), який прийняли польські океанські лінії. Після будівництва парових траулерів В14 розпочалося будівництво сучасних заводських траулерів В15 вантажопідйомністю 1 200 тонн. Ці кораблі були побудовані на розширеній площі відділу К5, який після розширення в 1961 році отримав назву суднобудівного заводу «С». У 1961 році кількість побудованих теплоходів перевищила кількість введених в експлуатацію пароплавів.
- 14 серпня 1958 року на відділенні К-3 розпочався перший страйк робітників на Гданській корабельні. Основною причиною були складні умови праці та дуже низькі зарплати. У страйку також взяли участь працівники відділення К-2.
- У 1960 році на Гданській корабельні працювало 10 цехів. Тоді було запущено 32 корпуси загальною вантажопідйомністю 207 200 тонн, що поставило цей завод на 5-те місце серед суднобудівних підприємств у світі.
- У 1960 році на верфі було створено цех з виробництва двигунів «S2», який випускав двигуни, що мали ліцензію «Burmeister & Wain». У 1961 році був запущений перший двигун, якому дали назву «Gdańsk 1». Копія цього двигуна була зібрана на верфі з частин, що постачалися з Данії, а 40 % деталей виготовлено у Гданську. Прототипом був 5-циліндровий, двотактний двигун з імпульсним підсиленням, реверсивний, типу 562VT2BF-140 потужністю 4008,5 кВт (5450 к.с.). До 1969 року за цією ліцензією було виготовлено 35 двигунів, а також 29 6-циліндрових двигунів типу 662VT2BF-140. У 1971 році S2 розпочав виробництво 7-циліндрових двигунів 762VT2BF-140, адаптованих для дистанційного керування.
- В середині 1962 року останній пароплав покинув Гданську корабельню.
- У 1961 році було запущено унікальне судно — танкер B70 вантажопідйомністю 19 000 тонн. Друге судно такого типу, запущене в 1961 році («Балаклава»).
- 13 грудня 1961 року на судні «MS Maria Konopnicka», що перебувало на останній стадії будівництва (вже після випробувань у морі), через пошкодження у паливному трубопроводі спалахнула пожежа, внаслідок чого загинуло 22 працівники верфі.
- У 1960-1968 роках було побудовано 83 судна типу B514 та B45 у двох серіях.
- З 1963 року основним напрямком суднобудівного заводу в Гданську були рибальські судна, призначені для обслуговування у відкритому морі та загальні вантажні судна. Це були судна типів B-22, B-64, B-67, B-69 та B-670.
- У 1961 році було закладено кіль першого судна B64 вантажопідйомністю 10 000 тонн. У 1964-1967 роках було побудовано 14 таких суден. Останні з них, серії B69 і B670, були плавучими заводами з технологічним обладнанням. Порівняльне дослідження базових кораблів, побудованих для СРСР в Японії, Німеччині та Польщі, проведене в 1968 році, підтвердило високий рейтинг користувачів та найкращу прибутковість суден, побудованих у Гданську. Також був запущений новий цех з ремонту тралів типу B26. В період 1961-1970 років було побудовано 45 таких суден. З 1967 року паралельно будувався новий траулер типу B22 вантажопідйомністю 1 500 тонн, а згодом інші агрегати B419, B414, B408 та B671. Чисельною серією було побудовано сучасний збірний тип B44 вантажопідйомністю 12 500 тонн. В період 1963—1967 років було побудовано 22 такі судна. Продовжували цю серію загальнонаціональні вантажні судна B40 подібної вантажопідйомності, версія B442, побудовані для польського судновласника у 1968—1972 роках.
- У 1967 році на верфі для норвезького судновласника було збудовано прототип судна типу B459 вантажопідйомністю 2280 тонн («Gdańsk»). За два роки до Норвегії було доставлено шість таких суден. У 1968 році для Норвегії був побудований один корабель типу B448 зі ще складнішим обладнанням, пристосованим для плавання по Суецькому, Панамському каналах та Великих озерах.

### Гданська корабельня імені Леніна

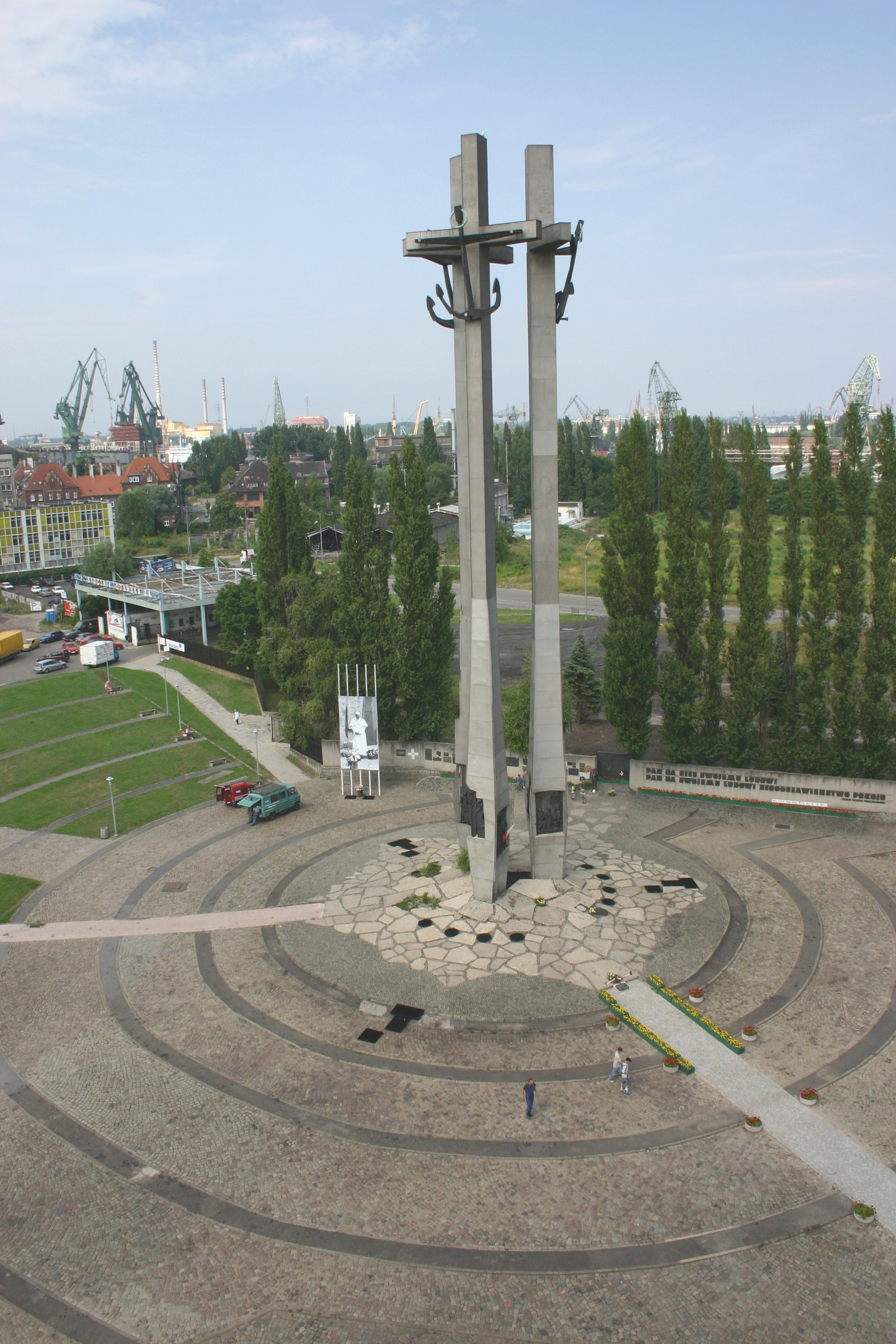
Пам'ятник полеглим робітникам верфі

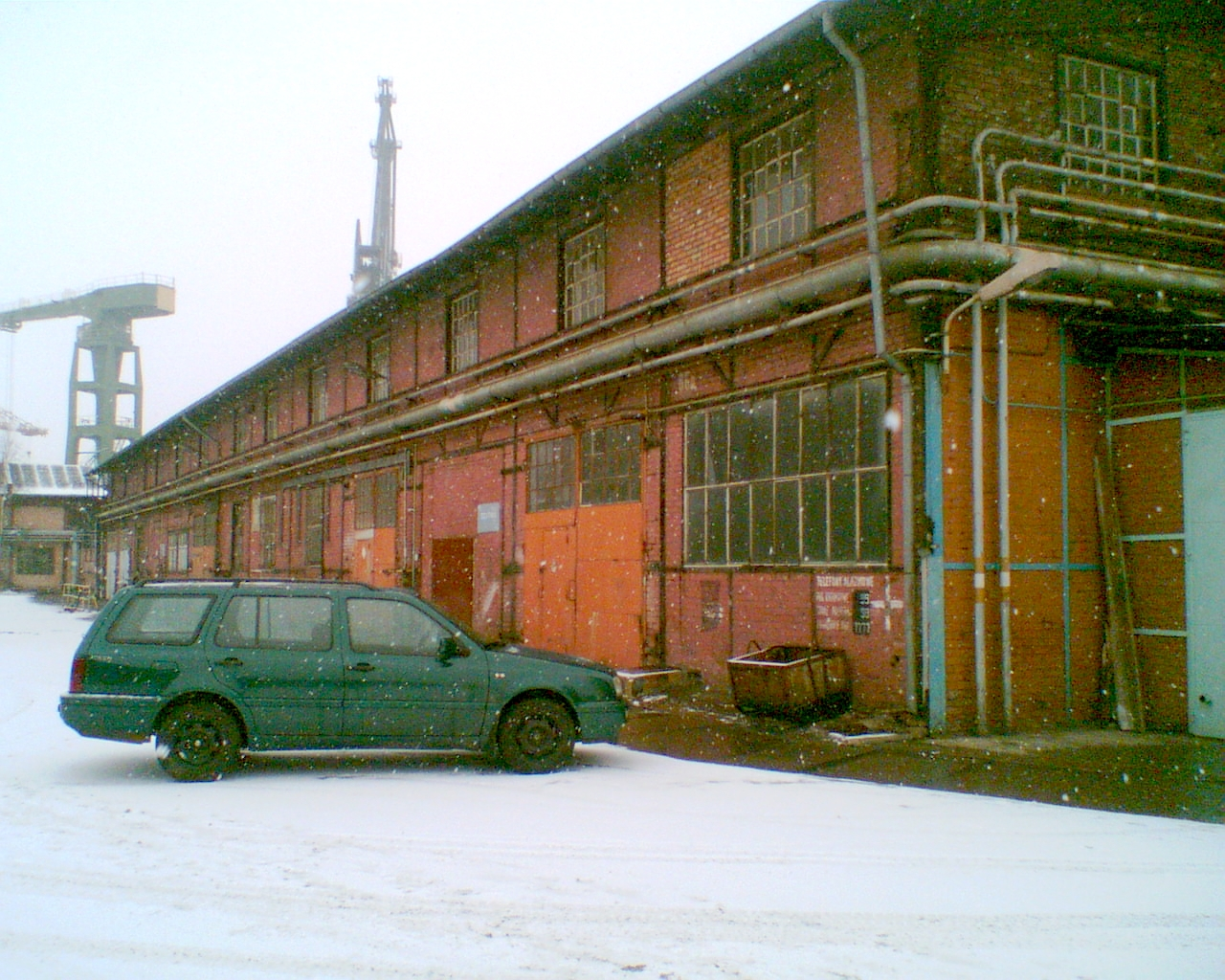
Електрична майстерня, в якій працював Лех Валенса у 1980-х

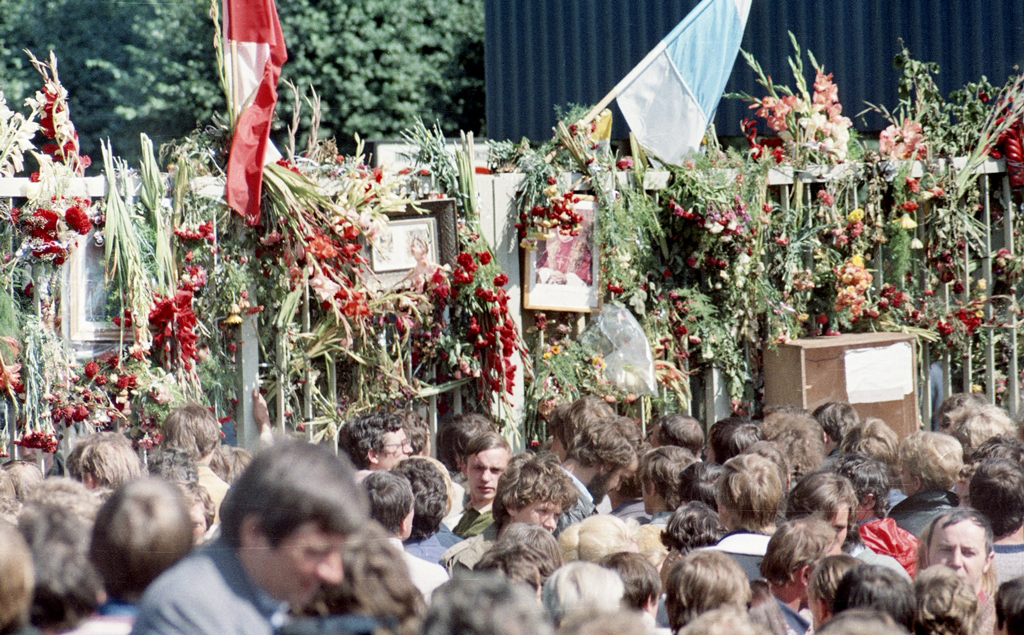
Ворота верфі № 2 під час страйків серпня 1980 року

- 15 квітня 1967 року Гданській корабельні присвоєно ім'я Володимира Леніна.
- 14 грудня 1970 року було оголошено про підвищення цін на м'ясо та інші продукти харчування. Це спричинило страйк на Гданській верфі, а потім на інших корабельнях та підприємствах по всій Померанії. Проти страйкуючих працівників корабельні застосовані збройні сили, які атакували страйкуючих працівників верфі у Гданську (16 грудня), а також робітників верфі у Гдині, які виходили на роботу (17 грудня). Було вбито кілька десятків людей. Точна їх кількість не відома донині.
- 1971 року страйкуючі працівники верфі обрали своїх представників і призначили Ради робітників незалежним дорадчим органом управління окремих відділів та окремо Радою робітників Гданської корабельні.
- 1971—1975 — інвестиції, задіяні на суднобудівному заводі в Гданську, включали реконструкцію цехів B1, B2, B3 та B4, придбання сучасних кранів «Kone» з Фінляндії вантажопідйомністю до 150 тонн, та будівництво сучасного обладнання для обробки та збірних робіт. Не всі модернізаційні роботи, заплановані тоді, були завершені.

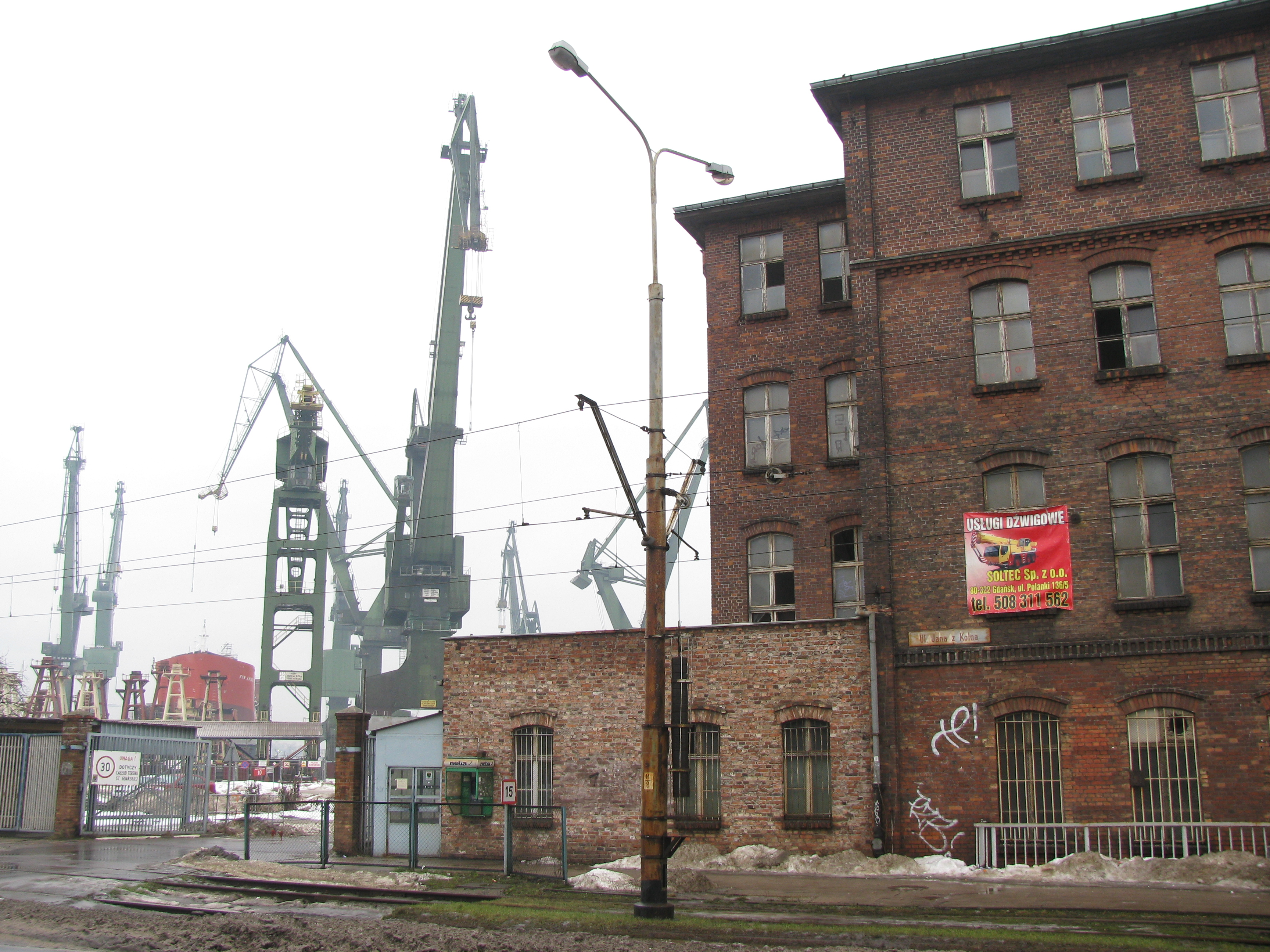
Треті ворота Гданської верфі

- У 1970-х роках гданське суднобудівне підприємство збудувало будувало судна переважно для СРСР.
- У грудні 1970 року військово-морський флот Бразилії отримав прототип загального вантажного контейнерного судна «B444 Amaralina», яке на той час було одним із найсучасніших суден у світі. У 1974 році розпочалося будівництво для СРСР рефрижераторів (B437) вантажопідйомністю 5500 тонн. Такі кораблі також були побудовані для польської компанії «Transocean» (чотири судна B364 вантажопідйомністю 5 500 тонн у 1986-1988 роках, тоді як у 1990—1991 роках ще два — з більшою вантажопідйомністю: 6200 тонн). Окрім кораблів, Гданська верф виготовляла основні приводні двигуни.
- У 1970 році на Гданській верфі розпочали будівництво суден для контейнерних перевезень. Спочатку вони були модифіковані загальновантажними типу B444, потім — у вдосконаленому варіанті — B434 (вантажопідйомністю 12 000 тонн), передані судновласникам з Бразилії, Колумбії та Еквадору. У 1973-1979 роках подібні одиниці типу B438 були побудовані для польських океанських ліній та Бразилії. З середини 70-х років Гданське суднобудівне виробництво виготовляло класичні камерні контейнерні судна B463 вантажопідйомністю 23 400 тонн та потужністю 1416 TEU для судновласників із Західної Європи (Німеччина, Нідерланди, Франція, Велика Британія). Наприкінці 1980-х років корабельні побудували три контейнеровози типу B355 для ООП (потужність 22 800 тонн, потужність 1700 TEU, перший з них отримав назву «Hipolit Cegielski» і був переданий судновласнику в 1988 році).

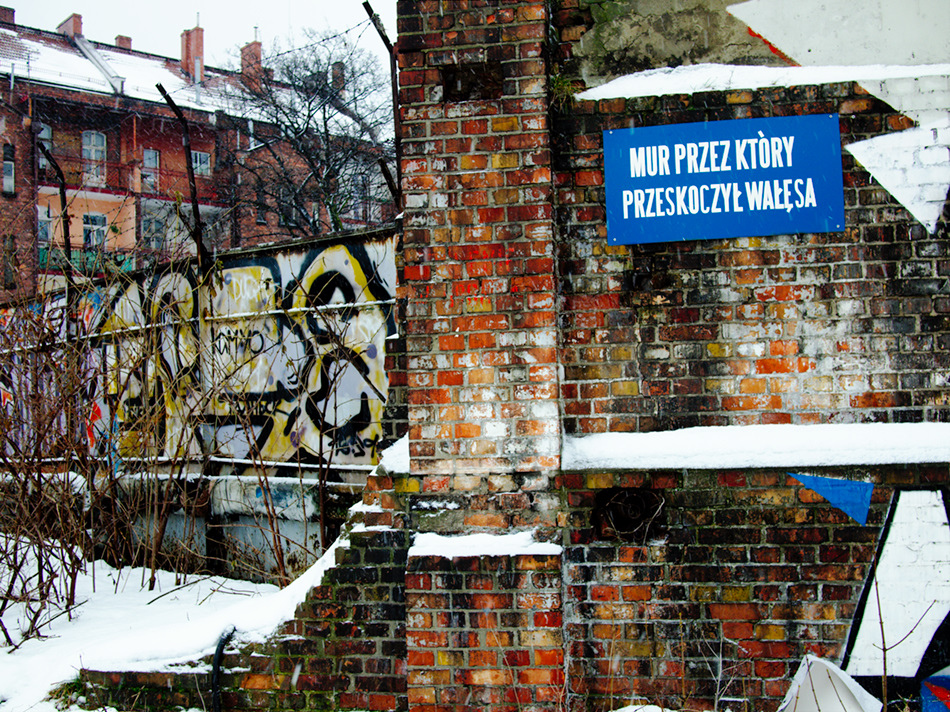
Стіна, через яку повинен був перестрибнути Лех Валенса

- Починаючи з 1976 року, Гданська корабельня ролкери, починаючи із серії B481 вантажопідйомністю 17 300 тонн. У 1977 році для фінського судновласника був побудований перший теплохід B489 вантажопідйомністю 8 840 тонн. Корабельнею також побудовано пасажирський та автомобільний пором «Stena Scandinavica».
- У серпні 1980 року економічні та соціальні проблеми (труднощі з постачанням основних харчових продуктів, постійний експорт продовольства до СРСР, боротьба влади зі зростаючою демократичною опозицією, обмеження свободи слова, відсутність перспектив покращення умов життя) викликали незадоволення громадськості, виражене у липні протестом люблінських залізничників проти експорту продовольства з Польщі до СРСР. Страйк Гданської корабельні розпочався 14 серпня 1980 року, який за три дні переріс на загальнонаціональний протест проти комуністичної влади. На Гданській корабельні створено Міжвідомчий страйковий комітет. 21 вимога страйку, написана на дерев'яній дошці, що висить над Воротами № 2 верфі, виконання яких комуністичною владою було умовою припинення страйку (оскільки одним із найважливіших постулатів була вимога вільних профспілок) містило важливі вимоги суспільства щодо демократизації Польщі та покращення умов життя людей. Ці вимоги були внесені у червні 2004 року до списку програми ЮНЕСКО «Пам'ять світу». Протест працівників, підтриманий інтелектуалами та всім суспільством, потім перетворився на загальнонаціональний громадський рух «Солідарність». Страйк робітників охопив усю Польщу.
- 31 серпня 1980 року віце-прем'єр-міністр Польської Народної Республіки Мечислав Ягельський — як представник уряду, а Лех Валенса — голова Міжвідомчого страйкового комітету підписав угоду про припинення страйку. Напередодні уряд підписав аналогічну угоду з страйкуючими працівниками на Щецинській верфі. Найвищі політики та партійні діячі були усунені зі своїх посад, в тому числі Перший секретар Центрального комітету ПОРП Едвард Герек та прем'єр-міністр Пйотр Ярошевич. Однак інші провідні чиновники на чолі з генералом Войцехом Ярузельським залишилися при владі.
- Рекордними темпами було спроектовано конструкторське бюро корабелень, а на Гданській верфі встановлено пам'ятник полеглим робітникам верфі у 1970 році в Гданську.
- Напруженість відносин у «Солідарності» з урядом зросла наприкінці 1981 року, коли генеральний секретар Центрального комітету ПОРП та прем'єр-міністр генерал Войцех Ярузельський оголосили про введення воєнного стану. «Солідарність» була заборонена, найактивніших громадських активістів ув'язнили чи інтернували, запровадили цензуру преси та видавництв, радіо та телебачення. Була запроваджена комендантська година, прослуховування телефонних розмов та цензура поштових відправлень, зменшення мобільності та введення продовольчих карток. На вулицю вивели армію. Працівники Гданської верфі, які прийшли на роботу в понеділок, 14 грудня 1981 року, прийняли рішення про професійний страйк на зборах співробітників. Вночі озброєні війська увійшли до верфі та насильно вивели страйкуючих із верфі. 16 грудня введена вимушена зупинка у роботі суднобудівного заводу, яка тривала до другої половини січня 1982 року. На верф було введено армію, озброєну бронетранспортерами і танками. Після відновлення роботи, якій передувала перевірка працівників, Військова рада національного порятунку призначив військового комісара, який контролював суспільно-політичну ситуацію на верфі, проводячи, серед інших часті строгі перевірки у відділах.
- У 1980-х роках у Гданській верфі, зокрема, та по всій Польщі, був період величезного застою та соціального невдоволення пробудженими та нездійсненими надіями на демократизацію державних структур та модернізацію країни. Скасування воєнного стану 22 липня 1983 року не змінило цієї ситуації. У червні 1987 року Папа Римський Іван Павло ІІ, поклавши квіти та молившись до пам'ятника загиблим працівникам верфі, був оточений підрозділами внутрішніх військ, а працівників верфі не пускали до пам'ятника.
- У 1980-х роках було розроблено кілька типів навчальних та спеціальних вітрильних суден.
- У 1982 році було введено в експлуатацію навчальний вітрильний корабель «Дар Молоді», який замінив «Дар Померанії». У 1987-1991 роках на Гданській верфі було побудовано п'ять великих навчальних вітрильних кораблів B810 для СРСР («Дружба», «Мир», «Херсон», «Паллада», «Надія»).
- 1 листопада 1988 року, незважаючи на найкращі економічні результати всіх великих польських корабелень, Гданська корабельня була приведена у ліквідацію урядом прем'єр-міністра Мечислава Раковського під приводом поганих економічних результатів. Унікальний вітрильний корабель «Gwarek» не був добудований через брак коштів. Його корпус кілька років іржавів в одному з басейнів Гданської верфі, після чого його продали за кордон, переобладнали в розкішне круїзне судно, яке з 2001 року плаває як «Royal Clipper».

### Stocznia Gdańska Spółka Akcyjna
- Після 1 січня 1990 року з переходом польської економіки на ринкові принципи, фінансове становище верфі, яка досі функціонувала на основі дешевих операційних позик, різко змінилося. Гарантовані компенсаційні виплати були зняті, також за раніше укладені договори та судна, що будувалися. Втрата існуючих ринків та брак фінансування суден, що будувалися, спричинили лавинне збільшення боргу суднобудівного заводу. Зниження виробництва на верфі, а також погіршення її фінансового становища позначилися на всій мережі постачальників та підрядників, викликаючи в багатьох випадках їх банкрутство. Швидка та глибока перебудова суднобудівного заводу була необхідною для виживання та відродження суднобудівної галузі. Необхідно було вийти на нові ринки разом із прийняттям стратегій щодо пропозиції типів і розмірів суден, припинення зростаючої заборгованості, звільнення від заборгованості, отримання джерел фінансування щойно укладених контрактів, внесення змін у внутрішню організацію верфі, і нарешті, скорочення циклів суднобудування.
- 1 січня 1990 року Гданські корабельні було перетворено на акціонерне товариство («Stocznia Gdańska Spółka Akcyjna») з великою часткою казначейських акцій (приблизно 60 %) та працівників-акціонерів (приблизно 40 %). Однак ситуація в Гданській верфі з кожним роком погіршувалася.
- 24 листопада 1994 року на Гданській верфі відбулася трагічна подія — у спортивно-розважальному залі верфі, під час концерту гурту «Golden Life», спалахнула пожежа через спалення одного з дерев'яних стендів невідомою особою. В результаті 7 людей загинули (троє померли на місці, четверо — у лікарні), 282 учасники отримали поранення, з них понад 100 отримали серйозні ушкодження.
- Через збільшення заборгованості та неплатоспроможності 8 серпня 1996 року районний суд Гданська визнав підприємство банкрутом[7]. Інші великі польські корабельні, такі як: «Stocznia Gdynia SA», «Stocznia Scczecińska» та «Stocznia Północna», які перебували у подібному становищі, були врятовані від банкрутства за рахунок допомоги польського уряду. Після оголошення банкрутства, незважаючи на відхід багатьох досвідчених працівників, виробництво суден не припинялося.
- Після того, як було оголошено про банкрутство верфі, слухачі передачі «Rozmowy Niedokończone» на «Радіо Марія» запропонували ідею врятувати завод. На радіо створено Комітет порятунку суднобудівного заводу та суднобудівного господарства. Можна було сплатити кошти, призначені для рекапіталізації суднобудівного заводу, на банківський субрахунок, доступний на радіо. Однак через те, що Гданську корабельню було продано, «Радіо Марія» оголосила про можливість повернення сплачених грошей на підставі підтвердження платежу чи доручення на переказ (Комітет приймав лише особисті платежі з адресою платника)[8]. В результаті повідомлення «Радіо Марія» отримала як запити на відшкодування платежів, так і прохання перерахувати сплачені суми радіо або на інші цілі (включаючи допомогу бездомним). 12 травня 2006 року Національна прокуратура у тандемі з місцевою, оголосила, що не знайшла підстав для початку розслідування у цій справі[9].

### Stocznia Gdańska— Grupa Stoczni Gdynia Spółka Akcyjna

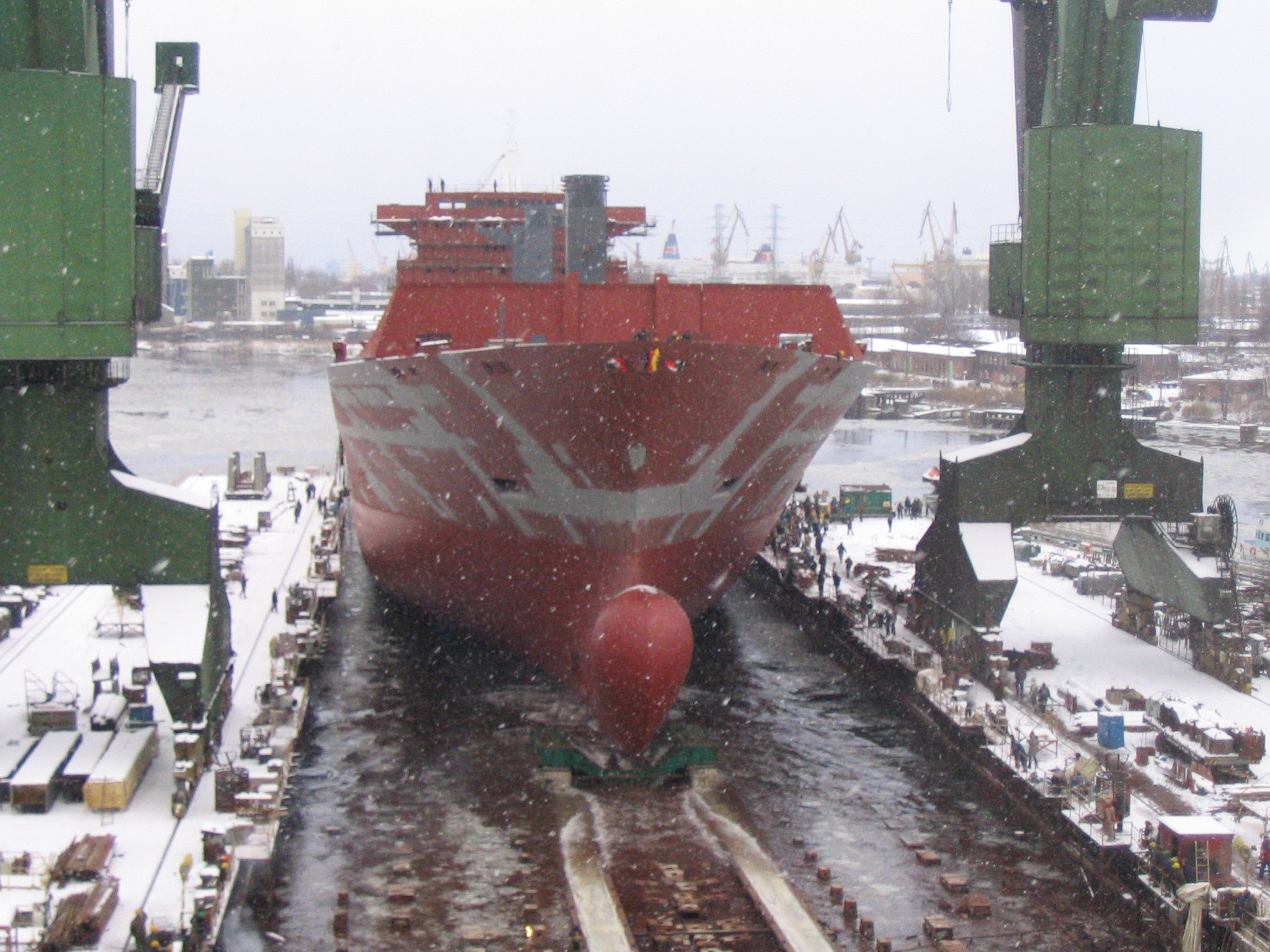
Спуск на воду судна у цеху «В1» (2005)

- У 1998 році тимчасова адміністрація продала корабельню компанії «Tri-City Shiphip Corporation». На базі підприємства створено «Stocznia Gdańska — Grupa Stoczni Gdynia Spółka Akcyjna». Основним напрямком діяльності суднобудівного заводу було будівництво морських суден, морського обладнання, суднових секцій та інших сталевих конструкцій. На верфі збудовано сучасну лінію технічного обслуговування та фарбування. У 1997–2006 роках виведено з експлуатації ряд цехів.

### Друга Stocznia Gdańska Spółka Akcyjna

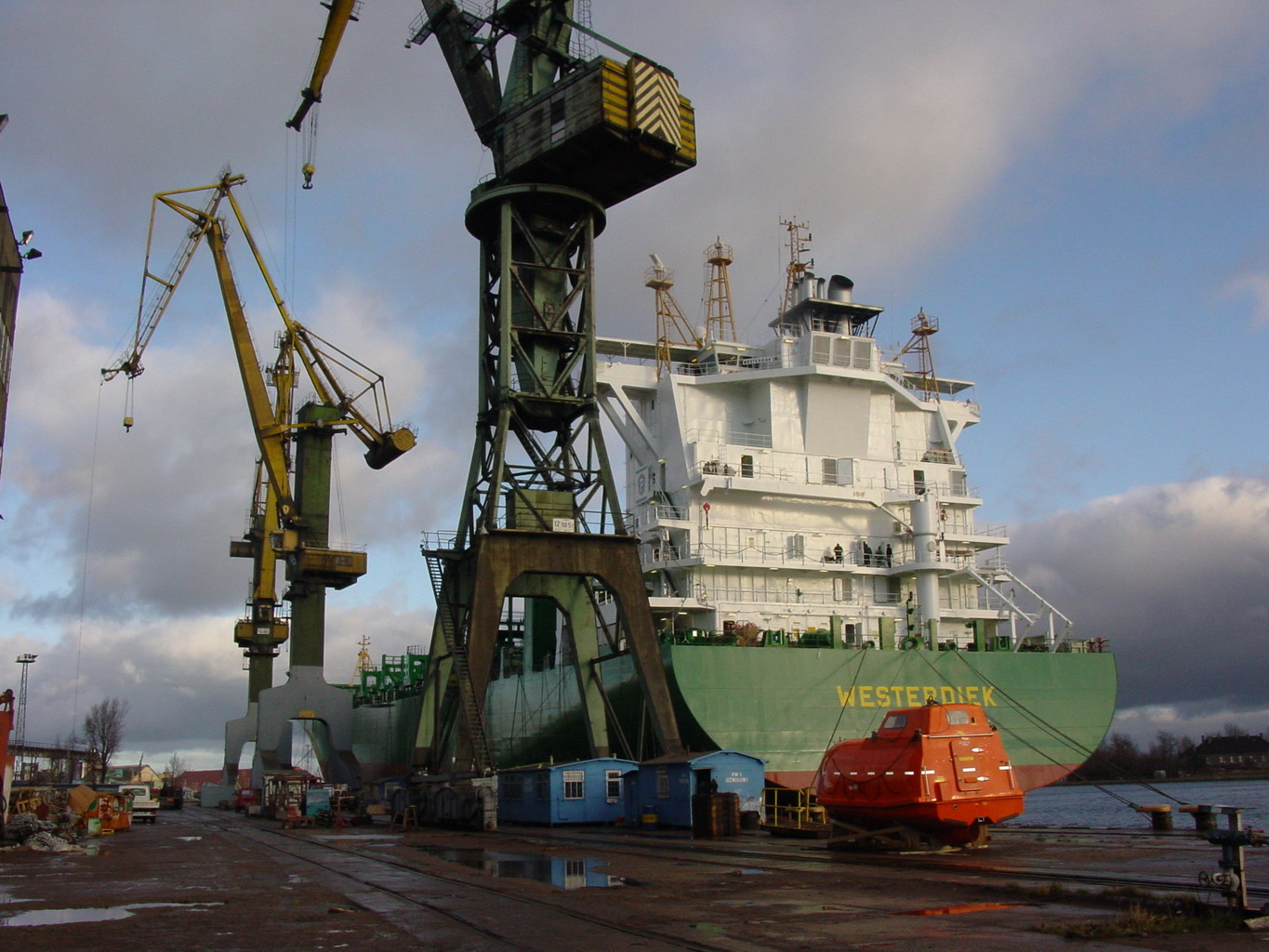
«Stocznia Gdańsk» у 2007

- У серпні 2006 року структура власності, статут корабельні та її назва змінилися. Агентство промислового розвитку (ARP) отримало 31,25 % акцій, решта 68,75 % акцій належали IDA та його дочірнім компаніям (в основному Centrali Zaopatrzenia Hutnictwa w Katowicach).
- 27 вересня 2006 року після переговорів між представниками верфі та кардиналом Станіславом Дзівішем було оголошено, що Гданській корабельні буде присвоєно ім'я Івана Павла ІІ. Церемонія присвоєння імені мала відбутися 15 жовтня 2006 року. Однак архієпископ Гданський Тадеуш Гоцловський не погодився на це. Справа мала політичний підтекст, оскільки тодішній президент правління верфі Анджей Яворський мав намір боротися за крісло президента Гданська на місцевих виборах.
- У грудні 2006 року 5 % акцій корабельні було придбано компанією «ISD Polska» (дочірньою компанією української корпорації «Індустріальний союз Донбасу»), а в листопаді 2007 року вона придбала акції нового випуску на суму 300 млн. zł, ставши таким чином власником 83 % (405 млн злотих) акцій.
- У березні 2008 року ISD вимагала від польського уряду 400 млн злотих у зв'язку з позицією Європейської комісії. Комісія очікувала прийняття плану реструктуризації заводу, який спрогнозує фінансову ефективність компанії, погашаючи державну допомогу, надану державній верфі, що призведе до банкрутства компанії. За даними Комісії, державна допомога, надана верфі, становила 760 млн злотих[10]. Необхідною умовою комісії було, серед іншого, закриття двох (із трьох діючих) цехів. На той час на корабельні працювали близько 2 200 працівників.
- У 2015 році Померанська спеціальна економічна палата придбала більшість володінь Гданської корабельні. Було погашено ряд кредитних зобов'язань суднобудівного заводу, а на території площею 30 га розпочато будівництво нової інфраструктури. Крім територій, Померанська спеціальна економічна палата придбала три пари кранів у 2015-2017 роках[11].
- У липні 2018 року Агентство промислового розвитку викупило акції Гданської корабельні (де працювало лише 100 осіб) та «GSG Towers» (близько 700 працівників) в українського олігарха Сергія Тарути. Вартість угоди не розголошувалася[12].
- В результаті угоди площа верфі була обмежена 6,5 га на площі цеху К1. У 2015 році «GSG Towers», виготовила 90 вітряків для ВЕС, в результаті чого ввійшла до п'ятірки найбільших виробників вітряків у світі. Виробничий потенціал заводу в 16 одиниць на місяць, завдяки модернізації виробничої лінії в цеху К1 та будівництву нового залу з фарбувальною та технічною лінією, мав бути подвоєний у середині 2016 року. У 2018 році фінансовий результат «GSG Towers склав» — 68,083 млн злотих[13].
- Станом на середину 2015 року в GSG працювало близько 1 000 осіб[14].

## Концерти «Простір Свободи»
У 2005–2010 роках на території цеху А (поблизу пам'ятника) колишньої Гданської корабельні відбулися концерти «Простір свободи», в рамках відзначення підписання угод між урядом та страйкарями у серпні 1980 року. Концерти були організовані Фондом Гданська. На концертах виступали такі артисти:
- 2005 – Жан-Мішель Жарр
- 2006 – Девід Гілмор
- 2007 – Род Стюарт
- 2008 — планувався виступ Queen + Пол Роджерс, однак концерт було скасовано
- 2009 – Кайлі Міноуг i Scorpions
- 2010 – Лешек Можджер.